# 橋垣美佑
橋垣 美佑（はしがき みゆ、1991年4月26日 - ）は、日本の女優。京都府出身。芸能プロダクションClaudiaを2021年7月31日に退所し、フリーを経て現在芸能事務所クイーンズカンパニーに所属している。

## 人物
- 身長163cm、血液型はAB型[2]。
- 趣味はお笑い鑑賞[2]・恐竜[要出典]。
- 特技は動画の撮影[2][出典無効]。

## 出演

### 舞台
- 『100年分の声援を』（2011年、恵比寿・エコー劇場）
- 『腰抜け男ども義理と人情は女が見せてやる』（2012年、青山DDDホール）
- 『Big family〜家族の帰り道〜』（2012年、新宿シアターモリエール）
- 『KIRA〜赤穂事件推理帳』（2014年12月、エアースタジオ）
- 『Juliet』（2015年6月、エアースタジオ）
- 『PRIDE』（2015年10月、エアースタジオ）
- 演劇×音楽『B・M・P』（2015年10月）
- 『拝啓、みなさんお元気ですか？』（2016年4月、エアースタジオ）
- 『Life pathfinder 2016 in catastrophe』（2016年7月）
- 『ミュージカル 美少女戦士セーラームーン -Le Mouvement Final』（2017年9月） - セーラーティンにゃんこ 役[1]

### オリジナルビデオ
- バーニングアクション スーパーヒロイン列伝39 女ドラゴン必殺拳（2021年7月23日、ZENピクチャーズ） - 北見レイカ役

### 広告
- オリックス自動車 U-car 中古車体操WEBムービー（2016年1月からリニューアルまで[何の?]）
- ドクターシーラボ VC100（2016年3月から2クール）
- コート・ダジュール（2016年4月から1年間）
- BACARDI WANTED HALLOWEEN（2016年9月から1クール）